# Helvetské vyznání
Helvetské vyznání víry, též Helvetská konfese (lat. Confessio Helvetica), jsou dva dokumenty vyjadřující společnou víru reformovaných církví, zejména ve Švýcarsku, jejichž hlavním autorem byl švýcarský reformovaný teolog Heinrich Bullinger. První helvétské vyznání (1536) přispělo ke konfesiální jednotě protestantských švýcarských kantonů proti římskokatolickým kantonům, zatímco druhé helvétské vyznání (1566) přispělo ke konfesiální jednotě reformovaných církví napříč Evropou, a to zejména díky podpoře, kterou získalo od kurfiřta Fridricha III. Falckého, jenž jej nechal přeložit do němčiny.

## První helvetské vyznání
Confessio Helvetica prior (1536; První helvetské vyznání) je dokument švýcarské reformace. Jde o určitou shodu v nauce kalvinismu a zwingliánství.[zdroj?] Vyznání bylo vypracováno z podnětu Curychu, Bernu, Basileje a dalších švýcarských měst.

## Druhé helvetské vyznání
Confessio Helvetica posterior (1566; Druhé helvetské vyznání) bylo původně shrnutím učení švýcarského teologa Heinricha Bullingera (1504–1575). Je to kalvinistická obrana proti luterství a římskému katolictví, kterou za svou přijala švýcarská reformovaná města (s výjimkou Basileje). Později ji přijaly i reformační církve ve Skotsku, Maďarsku, Polsku, Čechách, na Moravě a jinde.

## Helvetské vyznání v Česku
Po Tolerančním patentu měli čeští evangelíci povoleno přihlásit se pouze k helvetskému nebo augsburskému vyznání. Vznikla řada sborů helvetského vyznání, v roce 1918 se však spojily s augsburskými sbory do nově vzniklé Českobratrské církve evangelické, která ve své tradici spojuje i Jednotu bratrskou, českou reformaci, utrakvismus apod.